# Anguita
Anguita település Spanyolországban, Guadalajara tartományban. Anguita Alcolea del Pinar, Medinaceli, Arcos de Jalón, Luzón, Mazarete, Riba de Saelices, Saelices de la Sal, Sotodosos, Hortezuela de Océn, Iniéstola és Luzaga községekkel határos. Lakosainak száma 156 fő (2024).

## Népesség
A település lakosságának változását az alábbi diagram mutatja:
| Lakosok száma | 267  | 253  | 263  | 203  | 228  | 206  | 186  | 156  | 152  | 156  |
|               | 2001 | 2004 | 2006 | 2009 | 2011 | 2014 | 2016 | 2019 | 2021 | 2024 |